# Cristo Rei (Dili)
Pour les articles homonymes, voir Statue du Christ-Roi.
Cristo Rei est une statue du Christ Roi de 27 mètres de hauteur à Dili, au Timor oriental.